# 크리스티나 브레머
크리스티나 브레머(독일어: Christina Brehmer, 1958년 2월 28일 ~ )은 400m 경기를 전문적으로 활약한 전 동독의 육상 선수이다.
알트되베른에서 태어난 브레머는 1969년 스포츠 클럽 SG 다이나모 젠프텐베르크에서 훈련을 시작했고, 1973년 SC 다이나모 베를린으로 옮겨졌다.
1976년 그녀는 49.77초의 세계 기록을 세웠으며, 이 기록은 1개월 후에 폴란드 선수 이레나 셰빈스카에 의하여 깨졌다.
브레머는 몬트리올 올림픽에 참가하여 400m 경기에서 이레나 셰빈스카에 밀려 은메달을 획득하였다. 그녀는 자신의 동료 브리기테 로데, 400m 동메달리스트 엘렌 슈트라이트, 도리스 말레츠키와 함께 1600m 릴레에에서 금메달을 획득하였다.
그녀는 1978년 유럽 선수권 대회 개인전에서 은메달을 획득하고, 팀 동료 크리스티아네 마르쿠아르트, 바르바라 크루히, 마리타 코흐와 함께 1600m 랄레이에서 금메달을 획득하였다.
그녀는 1980년 모스크바 올림픽에 복귀하여 400m 경기에서 마리타 코흐와 야르밀라 크라토츠빌로바에 이어 동메달을 획득하였다. 1600m 릴레이에서 그녀는 1976년 올림픽 우승 팀의 유일한 생존자였고 자신의 동료 가브리엘레 코테, 바르바라 크루히, 마리타 코흐와 함께 은메달을 획득하였다.